# Nance Ridge
Il Nance Ridge (in lingua inglese: Dorsale Nance) è una dorsale rocciosa antartica, situata 3,7 km a nordest del Monte Yarbrough, nelle Thomas Hills, nella parte settentrionale del Patuxent Range, nei Monti Pensacola, in Antartide. 
Il picco è stato mappato dall'United States Geological Survey (USGS) sulla base di rilevazioni e foto aeree scattate dalla U.S. Navy nel periodo 1956-66.
La denominazione è stata assegnata dall'Advisory Committee on Antarctic Names (US-ACAN), in onore di Vernon L. Nance, operatore radio presso la Stazione Palmer durante l'inverno 1966.